# Мінамото но Такаакіра
Мінамото но Такаакіра (914 — 17 січня 983) — середньовічний державний та політичний діяч періоду Хейан.

## Життєпис
Належав до роду Мінамото, гілки Гендзі-Дайґо. Син імператора Дайґо і доньки Мінамото но Тонау. Народився 914 року. Офіційно став членом імператорського двору 920 року. Тоді ж разом з 5 зведеними братами отримав прізвище Мінамото. Успішна кар'єра почалася за правління його зведеного брата Судзаку, що посів трон 930 року. 931 року стає кокусі провінції Омі (втім лише номінально). 932 року отримує старший четвертий ранг. 935 року отримує посаду окура-кьо (міністра великої скарбниці). 939 року стає тимчасовим придворним радником.
940 року очолює провінцію Бідзен (до 944 року) та стає постійним придворним радником, що дозволило увійти до гісейкану (політичної ради при дайдзьокані — Вищій державній раді). 942 року призначається головою Правої зовнішньої палацової гвардії (у-емонфу). 945 року отримує посаду камі провінції Санукі. Зі сходження на трон 946 року іншого зведеного брата — імператора Муракамі — Мінамото но Такаакіра продовжував швидке просування державними щаблями. 947 року отримує молодший третій ранг. Посідає посаду тимчасового середнього державного радника, а з 948 року — постійного середнього державного радника і голови Поліційно-судового управління столиці (кебіісі). Завдяки останній посаді перетворюється на одного з впливових політичних діячів держави. Водночас вступив у політичний союз з Фудзівара но Моросуке, на доньках якого Такаакіра оженився.
953 року стає старшим державним радником, а 955 року — власником старшого третього рангу. 958 року отримує посади адзеті (імператорського інспектора) провінцій Муцу і Дева й тюгюсікі (голови церемоніалу головної імператриці). Смерть Фудзівара но Моросуке 960 року послабило політичні позиції Такаакіри. Проте 961 року він отримує молодший другий ранг. 965 року просунувся до посади голови Лівої внутрішньої палацової гвардії. 966 року стає Правим міністром. Водночас одружується з донькою принца Тамахіри.
967 року помирає імператор Муракамі. Невдовзі Мінамото но Такаакіра призначається Лівим міністром і отримує старший другий ранг. Це ймовірно було зроблено для врівноваження занадто потужних позицій Північних Фудзівара на чолі з Фудзівара но Санейорі в вищих державних установах. Такаакіра фактично очолив «імператорську партію» в дайдзьокані проти засилля Фудзівара. Але зазнав невдачі, його доволі швидко ізолювали в дайдзьокані, де Мінамото втратив будь-яку підтримку. 969 року його було звинувачено в державній змові з метою зведення на трон принца Тамахіра, позбавлено посад. Лівим міністром став Фудзівара но Моротада, брат Санейорі. Мінамото но Такаакіру було відправлено на посаду помічника очільника Дадзайфу на о. Кюсю.
971 року дістав помилування, а 973 року повертається до столиці. Втім вже не мав жодної політичної ваги й не обіймав якоїсь вищої посади, які стали контролювати виключно представники Північних Фудзівара. Помер Такаакіра 983 року.

## Родина
Серед синів більш-менш значну кар'єру зробили Мінамото но Тосіката (960—1027), який обіймав посаду старшого державного радника, Мінамото но Цунефуса (969—1023) —середнього державного радника.